# Харазов, Валерий Иннокентьевич
Валерий Иннокентьевич Харазов (1 ноября 1918 года, Томск, Российское государство — 2 августа 2013 года, Москва, Российская Федерация) — советский партийный деятель. Второй секретарь ЦК Компартии Литвы (1967—1978).

## Биография
В 1930-х годах учился в школе в Воронеже.
В 1940—1946 годах работал на авиационных заводах в Казани и Москве. Член ВКП (б) с 1944 года.
В 1945 году окончил Московский авиационный институт, стал инженером-авиастроителем. С 1946 года на комсомольской, позже — партийной работе. Был секретарём Сталинского районного комитета ВКП(б) в Москве.
С 1954 года — на партийной работе в Казахской ССР:
- 1954—1955 гг. — секретарь Алма-Атинского городского комитета Компартии Казахстана,
- 1955—1956 гг. — секретарь Гурьевского областного комитета Компартии Казахстана,
- 1956—1961 гг. — секретарь Павлодарского областного комитета Компартии Казахстана.

С 1961 года работал в аппарате ЦК КПСС.
В 1967—1978 годах — второй секретарь ЦК КП Литвы. Член бюро ЦК КП Литвы. 11 декабря 1978 года на XI Пленуме ЦК КП Литвы был освобождён от обязанностей члена Бюро.
Член ЦРК КПСС в 1971—1976 гг. Кандидат в члены ЦК КПСС в 1976—1981 гг.
В 1978 г. был назначен заместителем председателя Комитета Народного контроля РСФСР.
Депутат XXIV съезда КПСС (1976). Кандидат в члены ЦК КПСС (1976—1981). Депутат Верховного Совета СССР 8 и 9-го созывов (1970—1979).
Сразу же после афганской апрельской революции в начале июня 1978 года в качестве руководителя первой группы партийных советников приехал в Афганистан. Встречался с Тараки, Бабраком Кармалем и другими государственными деятелями Афганистана.
Пострадал из-за того, что не захотел порвать с другом детства — членом Политбюро ЦК КПСС А. Н. Шелепиным, попавшим в опалу.
В 2003 году указом Президента РФ № 995 за особые заслуги перед Российской Федерацией в области государственного управления народным хозяйством страны получил дополнительную пенсию.
Похоронен в Москве на Троекуровском кладбище.

## Награды
- орден Ленина (28.10.1948)
- орден Октябрьской Революции (08.12.1973)
- орден Трудового Красного Знамени (31.10.1968)
- орден «Знак Почёта» (31.10.1978)
- медали